# Peter Kehl (Radsportler)
Peter Kehl (* 18. September 1957 in Dortmund) ist ein ehemaliger deutscher Radrennfahrer.

## Sportliche Laufbahn
Als Amateur gewann er eine Etappe in der Tour de Wallonie 1978 und in der Rheinland-Pfalz-Rundfahrt 1979. Nachdem Kehl als Mitglied des Vereins RuMC Sturm Hombruch 1979 die Deutsche Straßenmeisterschaft der Amateure gewonnen hatte, wurde er im Folgejahr Profi beim Radsportteam Kondor und blieb dort und wechselte später zum Kotter’s Racing Team bis 1981. Mit diesem Team bestritt er unter anderem die Tour de Suisse 1981, wo er mit dem Sieg im Prolog seinen bedeutendsten Profisieg errang und den Giro d’Italia 1981, bei dem er einen zweiten Etappenrang belegte. Im Sprint der Verfolger errang er in diesem Jahr bei Mailand–Sanremo mit Rang fünf seine beste Platzierung in einem Klassiker.
1982 wechselte Kehl zur Schweizer Mannschaft Royal-Wrangler-Oliver Tex und erzielte wiederum einen zweiten Etappenrang beim Giro d’Italia, den er als 103 beendete. Im September gewann er die Deutsche Kriterium-Meisterschaft vor Heinz Betz. Im Jahr später fuhr er im italienischen Team Dromedario. Seine wichtigste Platzierung bei einem Eintagesrennen in dieser Zeit war Rang drei bei Mailand-Turin 1983. Außerdem bestritt er den Giro d’Italia 1983, den er als 124. abschloss.
Bis zum Jahr 1984 war Kehl bei verschiedenen Kriterien erfolgreich, so wurde er 1983 Dritter der Gesamtwertung der Kriterien-Serie Coca-Cola-Trophy.
Kehl startete auch bei Sechstagerennen.

## Berufliches
Nach seinem Rücktritt vom Radsport wurde Peter Kehl Journalist und Redakteur der Westdeutschen Allgemeinen Zeitung.